# Farman MF.7
Maurice Farman MF.7 byl úspěšný francouzský vojenský letoun vyráběný před první světovou válkou  firmou Farman.

## Vznik a vývoj
Maurice Farman vytvořil první komerčně úspěšný model se svým dvouplošníkem navrženým v roce 1911. Na jeho základě vznikl MF.7, známý také jako Type 1913. MF.7 byl také vyráběn v licenci britskou firmou Airco. Celkem bylo postaveno přes 350 MF7; typ byl dále v roce 1914 vyvinut do verze MF.11.

## Konstrukce
MF7 byl dvouplošník s nestejným rozpětím křídel, vyztužený vzpěrami a dráty k centrální trupové gondole se dvěma nezakrytými sedadly. Přímo za sedadly byl motor s tlačnou vrtulí, která se otáčela mezi dvěma trupovými nosníky. Podvozek tvořily dvojité páry kol na kluzném rámu, ke kterému byla připevněna i pomocná vodorovná ocasní plocha, umístěná daleko před trupovou gondolou. To vyneslo stroji v britské službě neoficiální přezdívku „Longhorn“. Zpočátku se u typu používal motor Renault o výkonu 70 k, u pozdějších variant se používaly výkonnější modely.

## Nasazení
Typ se stal jedním z prvních strojů užívaných vojenskými letectvy. Řecké vojenské letectvo nasadilo dva MF.7 v době první balkánské války.
Na začátku první světové války jej používalo francouzské armádní letectvo i britský Royal Flying Corps, a plovákové stroje operující z hydoplánového nosiče Wakamija Maru byly nasazeny japonským námořním letectvem v bitvě o Čching-tao.
Typ působil především jako průzkumný, ale uplatnil se i při bombardovacích akcích a po vyzbrojení kulometem začal být někdy nasazován i k boji s letouny protivníka. Po druhé polovině roku 1915 byl většinou uživatelů vyřazen z prvoliniové služby, ale zbývající exempláře nalezly uplatnění jako cvičné.

## Zachované exempláře
MF.7 je vystaven v Norsk Teknisk Museum v Oslu.

## Uživatelé
- Austrálie

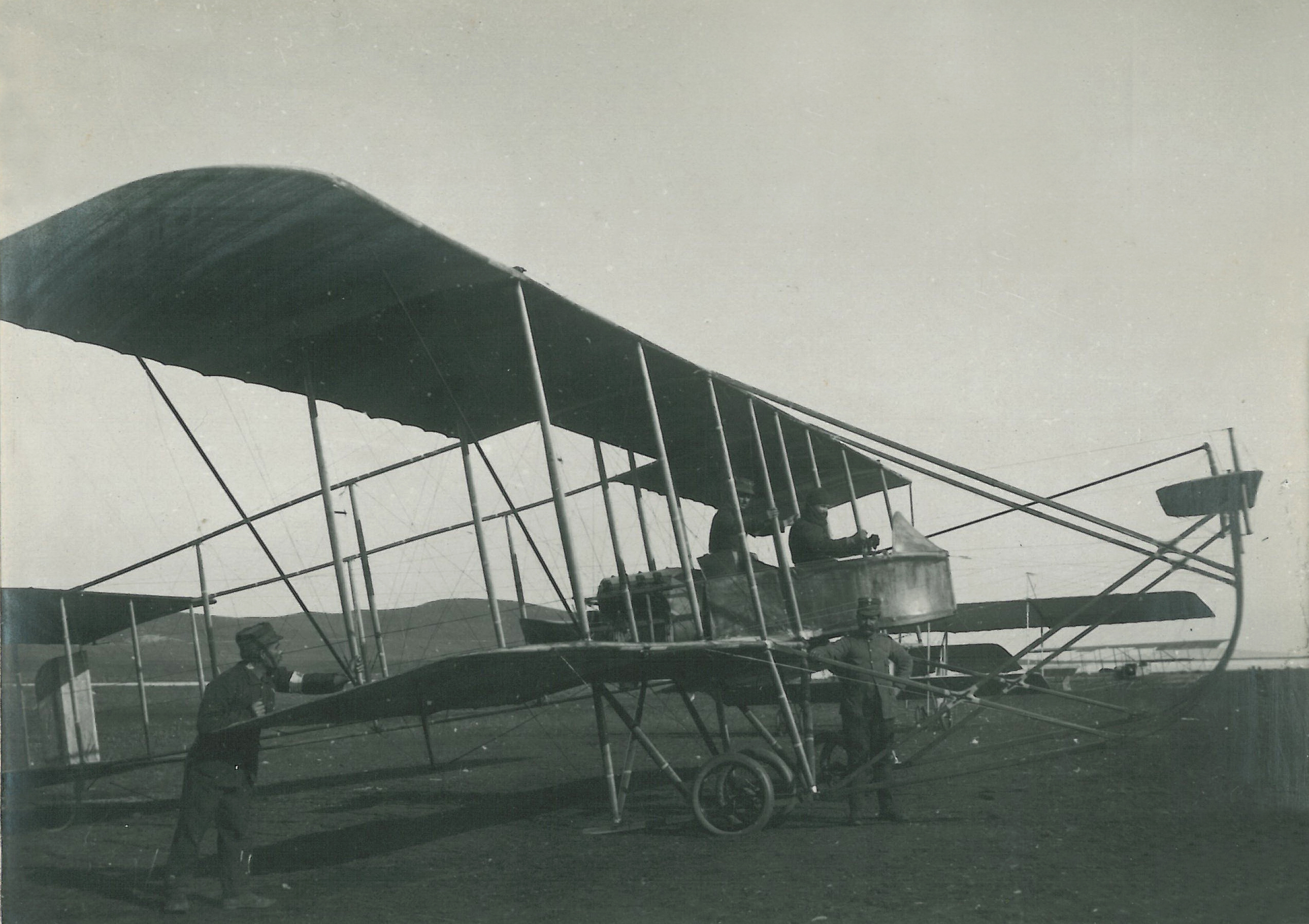
Maurice Farman MF.7 v prosinci 1912 poblíž Prevezy.

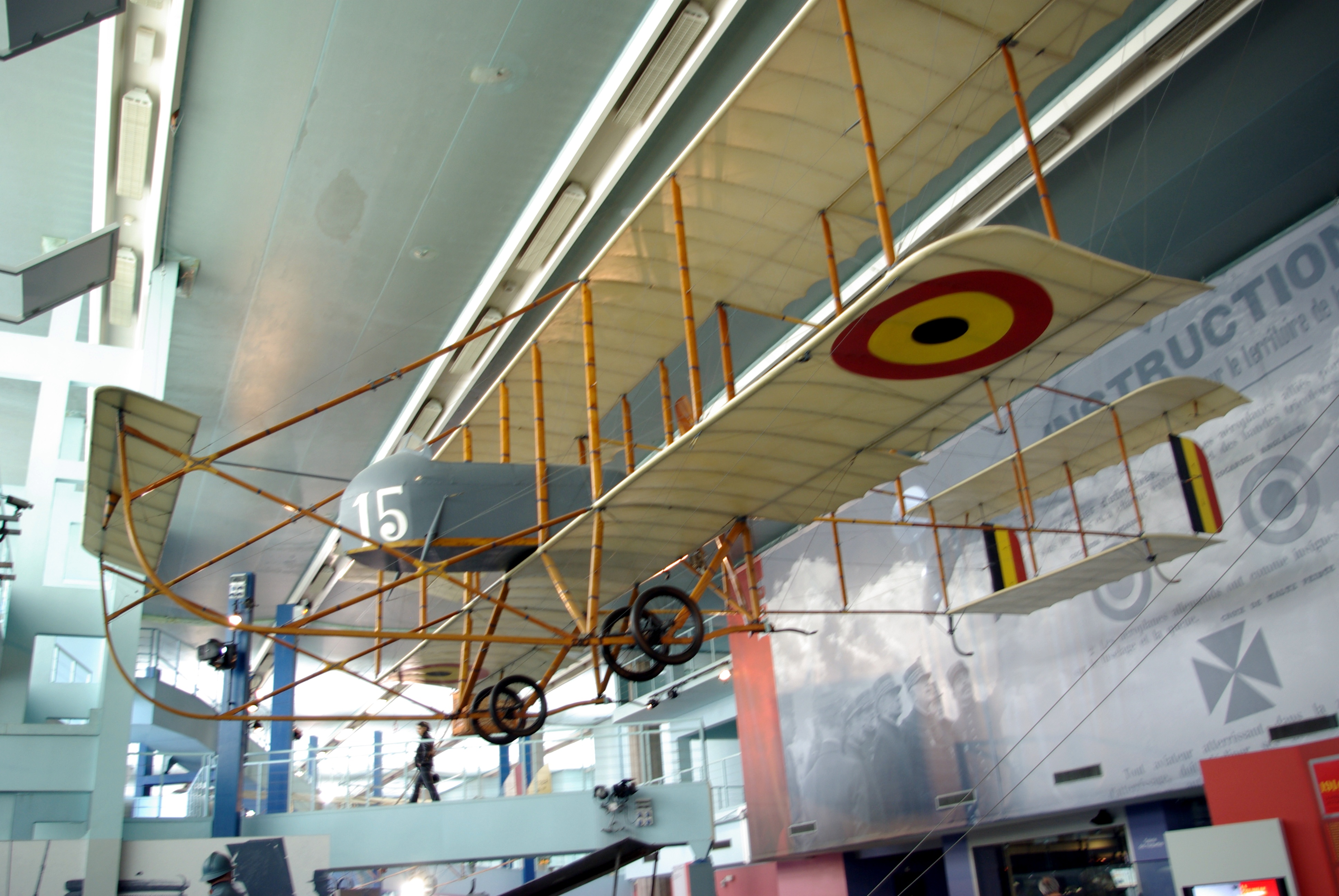
Farman MF.7

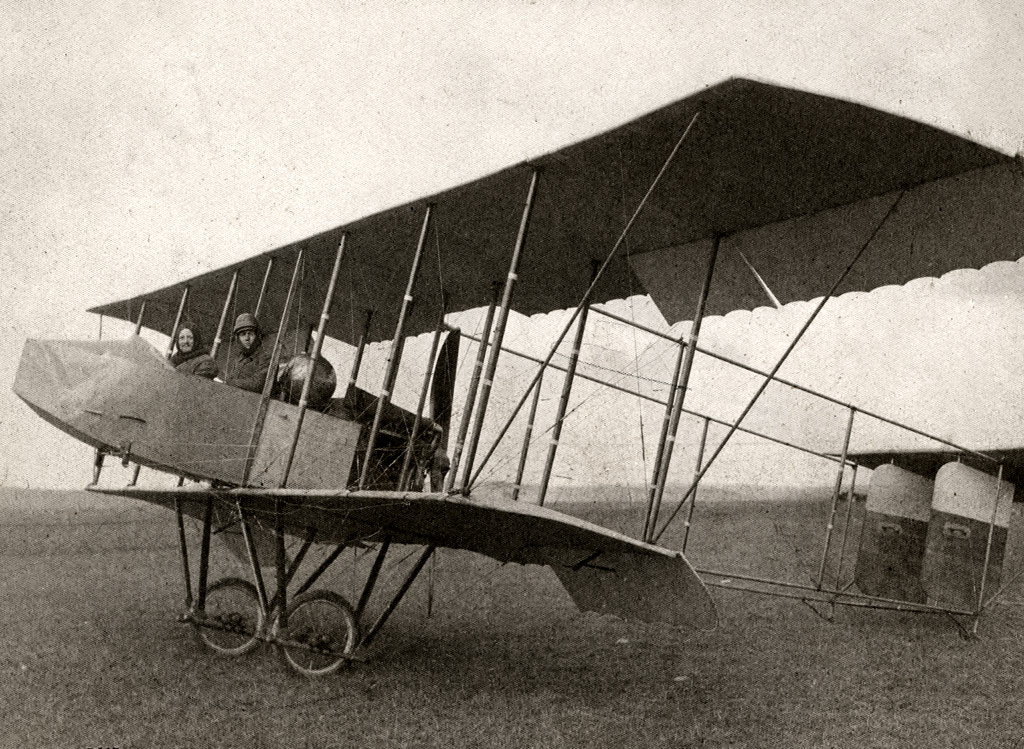
Bulharský Farman M.F.7

  - Australian Flying Corps (2 kusy)[3]
- Belgie
  - Aviation militaire[3]
- Dánsko
  - Dánské letectvo (4 kusy, poslední vyřazen 1922)[3]
- Francie
  - Aéronautique militaire
- Italské království
  - Italské armádní letectvo[3]
- Japonské císařství
  - Japonské císařské armádní letectvo
  - Japonské císařské námořní letectvo
- Norsko
  - Norské královské námořnictvo (4 kusy, poslední vyřazen 1921)[2]
- Ruské impérium
  - Letectvo carského Ruska
- Řecko
  - Řecké vojenské letectvo[3][p 2]
- Spojené království
  - Royal Flying Corps
  - Royal Naval Air Service[2]
- Španělsko
  - Španělské armádní letectvo[2]

## Specifikace
Údaje dle:

### Technické údaje
- Osádka: 2 (pilot a pozorovatel)
- Délka: 11,52 m
- Rozpětí: 15,52 m
- Výška: 3,35 m
- Nosná plocha: 60,0 m²
- Prázdná hmotnost: 580 kg
- Vzletová hmotnost: 855 kg
- Pohonná jednotka: 1 × vzduchem chlazený osmiválcový vidlicový motor Renault 8B
- Výkon pohonné jednotky: 70 hp (52 kW)

### Výkony
- Maximální rychlost: 95 km/h
- Výdrž: 3 hodiny 15 min
- Dostup: 4000 m
- Stoupavost: 15 m/min

### Výzbroj
- 1 × kulomet
- možnost nesení menšího množství pum